# Julia Althin
Julia Ulrika Mathilda Althin, född Fahlman 14 mars 1853 i Maria Magdalena församling på Södermalm, Stockholm, död 25 april 1947 i Tällberg i Leksands församling, var en svensk författare som skrev romaner, noveller och följetonger under pseudonymen "Flagello".

## Biografi
Althin föddes på Södermalm i Stockholm 1853, som dotter till läkaren August Fahlman. De första novellerna författade av Althin gavs ut på 1880-talet. Genombrottet som författare kom med romanen När jag blir stor från 1901, som gavs ut på Albert Bonniers förlag.
Hon gifte sig med godsägaren L. Althin och flyttade med honom till Arholma. Där grundade de tillsammans Svenska följetongsförlaget. 1919 flyttade förlaget till Strängnäs. Hon kom där att skriva noveller och följetonger under pseudonymen Flagello, som väckte stor uppmärksamhet.